# باشگاه ورزشی کنکارنو
باشگاه ورزشی کنکارنو (انگلیسی: US Concarneau) یک باشگاه فوتبال مستقر در کنکارنو، فرانسه است که در حال حاضر در لیگ ۲، دومین سطح لیگ فوتبال در این کشور به فعالیت می‌پردازد.

## ورزشگاه خانگی
این باشگاه مسابقات خانگی خود را در ورزشگاه فرانسیس-لو بله در برست، ورزشگاه استاد دو موستوا در لوریان و ورزشگاه رودورو در گنگام انجام می‌دهد.